# Lysiteles conflatus
Lysiteles conflatus là một loài nhện trong họ Thomisidae.
Loài này thuộc chi Lysiteles. Lysiteles conflatus được miêu tả năm 2008 bởi Guo Tang et al..